# Отец Ансельм
Пьер Гибур (фр. Pierre Guibours; 1625[…], Париж — 17 января 1694, Париж), более известный под монашеским именем отца Ансельма (фр. Père Anselme) — французский монах-августинец, специалист по генеалогии.
Отец Ансельм, покровительствуемый вельможей Оноре де Кайе, всю жизнь посвятил генеалогическим штудиям. В 1663 году он опубликовал «Дворец чести» — исследование по геральдике с приложением родословий Савойского и Лотарингского домов. В следующем году появился «Дворец славы» — сборник родословных росписей великих фамилий Франции и Европы.
Наконец, в 1674 году появилась двухтомная «Генеалогическая история королевского дома Франции и высших сановников короны», расширенное издание которой де Кайе опубликовал после смерти составителя, в 1712 году. Эта работа вдохновила ещё двух августинцев, Анжа де Сент-Розали и отца Симплисьена, на продолжение труда отца Ансельма. К 1726 году его объём расширился до 9 томов ин-фолио в тысячу страниц каждый, содержавших подробнейшие родословия всех пэров, маршалов и других высших сановников в истории Франции.
Работа отца Ансельма и его продолжателей отличается исключительно высоким качеством. В отличие от позднейших генеалогов, составители, как правило, ссылаются на использованные источники, многие из которых с тех пор были утрачены. «Генеалогическая история королевского дома…» и по сей день остаётся таким же бесценным пособием по истории французской аристократии, как книги Саласара — по испанской.